# Hans Ulrich Obrist
Hans Ulrich Obrist, né en mai 1968 à Zurich, est un historien de l'art, critique d'art contemporain et commissaire d'exposition de nationalités suisse et autrichienne. Il est aujourd'hui codirecteur des expositions et directeur des projets internationaux de la Serpentine Gallery à Londres.

## Biographie

### Origines, enfance et études
Hans Ulrich Obrist naît en mai 1968 à Zurich. Il est fils unique. Son père est contrôleur de gestion ; sa mère, enseignante.
Il grandit à Weinfelden dans le canton de Thurgovie, avant de poursuivre sa scolarité au lycée à Kreuzlingen, dans le même canton. Il est victime d'un grave accident de la route vers l'âge de 6 ans. Les soins que lui prodigue sa mère au moyen de poudre d'AION A après son hospitalisation lui font découvrir Emma Kunz
Il étudie la politologie et l'économie à l'université de Francfort et l'art à l'École Städel dans la même ville.

### Parcours professionnel
Il organise sa première exposition dans sa cuisine au début des années 1990 : « elle résultait d'un dialogue avec Christian Boltanski, Fischli et Weiss et d'autres artistes qui, à ce moment-là, encourageaient cette option d'organiser des expositions dans un autre contexte que celui habituel des galeries, des centres d'art et des musées ».
En 1993, il commence à diriger le programme « Migrateur » au musée d'Art moderne de la Ville de Paris, où il est commissaire pour l'art contemporain jusqu'en 2005.
Depuis 2006, il est directeur artistique de la Serpentine Gallery à Londres et commissaire d’exposition.
En 2009 puis en 2016, il est classé numéro 1 dans la liste des 100 personnalités les plus puissantes dans le monde de l'art contemporain, établie chaque année par la revue Art Review.
Depuis 1991, il a organisé ou coorganisé de nombreuses expositions individuelles, notamment consacrées à Olafur Eliasson, Philippe Parreno, Pierre Huyghe et Anri Sala, mais aussi des expositions collectives.
Depuis 1993, Obrist propose à des artistes, dans le cadre d'un projet intitulé « Do It », de créer des œuvres définies par un mode d'emploi très simple que chacun peut reproduire. Ces modes d'emploi sont aujourd'hui accessibles sur Internet.
En 2014, il est l'un des commissaires d'« Imagine Brazil ».

## Publications
- Hans Ulrich Obrist, Invader in conversation with Hans Ulrich Obrist, Control P, octobre 2024  (ISBN 9781911736080)
- Hans Ulrich Obrist, Une vie in progress, Paris, Seuil, 13 mai 2023, 240 p. (ISBN 978-2021502794)

- Hans Ulrich Obrist, An Exhibition Always Hides Another Exhibition, Berlin, Sternberg Press, 2019, 194 p.
- Hans Ulrich Obrist, Somewhere Totally Else, Zurich, JRP Éditions, 2018, 200 p.
- Hans Ulrich Obrist, The Czech Files, JRP Éditions et Les Presses du réel, 2014, 176 p.
- Hans Ulrich Obrist, Sharp Tongues, Loose Lips, Open Eyes, Ears to the Ground, Berlin, Sternberg Press, 2014, 172 p.
- Hans Ulrich Obrist et Lionel Bovier, A Brief History of New Music, Zurich, JRP Ringier, 2014, 304 p.
- Hans Ulrich Obrist, Les Voies du curating avec Azad Raza, Paris, Manuella Editions, 2014, 197 p.  (ISBN 978-2-917217-63-4)
- Hans Ulrich Obrist, Conversation, tome 6 (avec Robert Crumb), Paris, Manuella éditions, 2012, 40 p.  (ISBN 9782917217269)
- Hans Ulrich Obrist, Everything You Always Wanted to Know About Curating But Were Afraid to Ask, Berlin, Sternberg Press, 2011, 208 p. : recueil d'entretiens avec seize personnalités du monde de l'art[11].
- Hans Ulrich Obrist, A Post-Olympic Beijing Mini-Marathon, Zurich, JRP Ringier, 2010, 160 p.
- Hans Ulrich Obrist, Conversation avec Raoul Vaneigem, Paris, Manuella, 2009, coll. « Une conversation », 48 p.  (ISBN 978-2-917217-22-1).
- Hans Ulrich Obrist, Conversations volume I, Paris, Manuelle Editions, 2008, 943 p.,  (ISBN 9-7829-17-217-00-9).
- Hans Ulrich Obrist, A brief history of curating, Dijon, Les Presses du Réel, Zurich, JRP/Ringier, 2008,coll."Documents series 3), 237 p.  (ISBN 978-3-905829-55-6).
- Hans Ulrich Obrist, Supermarket, Zurich, Migros Museum fur Gegenwartkanst, 1998, 303p.  (ISBN 3-907064-07-0)
- Hans Ulrich Obrist, Édouard Glissant, Hans Ulrich Obrist, Dans un monde imprévisible, l'utopie est nécessaire, Paris, Seuil / Luma, 2024, 192 p.  (ISBN 2021564266).

## Récompenses et distinctions
- Novembre 2009 : Premier de la liste des cent personnalités les plus influentes du monde de l'art selon Art Review[12].
- 2015 : Prix international Folkwang[5].
- 2025 : Prix François Morellet[13].